# Binnenstad (Gouda)
De Binnenstad is een wijk in de gemeente Gouda, in de Nederlandse provincie Zuid-Holland, met ongeveer 8.585 inwoners.
De wijk Binnenstad omvat onder meer de historische kern van de stad. Deze bevindt zich ruwweg tussen de Turfsingel, de Kattensingel, de Blekerssingel, de Fluwelensingel en de Hollandse IJssel. Het tweede deel is het Nieuwe Park, dat in het zuidwesten grenst aan de historische binnenstad. Nieuwe Park wordt ontsloten door de Nieuwe Gouwe O.Z., de Kattensingel, de Spoorstraat en het spoor.
De binnenstad, in het bijzonder het gedeelte rondom de Markt, vormt het belangrijkste winkelcentrum en uitgaansgebied van de stad. In het gebied liggen enkele opvallende gebouwen en plaatsen, zoals de Markt met het stadhuis en de Waag, de Sint-Janskerk en het pand De vier gekroonden.
Nieuwe Park huisvest het bedrijventerrein Gouwespoor, scholen en woningen. Ook bevindt station Gouda zich in dit deel van de wijk.

## Buurten in Binnenstad (Gouda)
De Binnenstad is onderverdeeld in 6 buurten:
- Nieuwe Markt en omgeving,
- De Baan en omgeving,
- Turfmarkt en omgeving,
- Raam en omgeving,
- Nieuwe Park Oost en
- Nieuwe Park West.[2]

## Fotogalerij

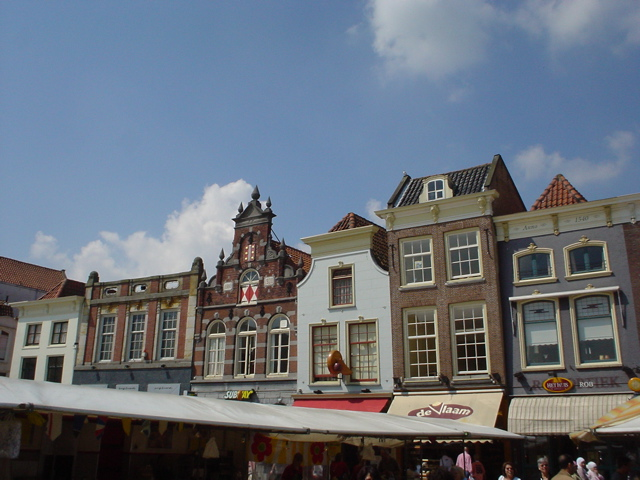
Monumentale gebouwen aan de Markt.
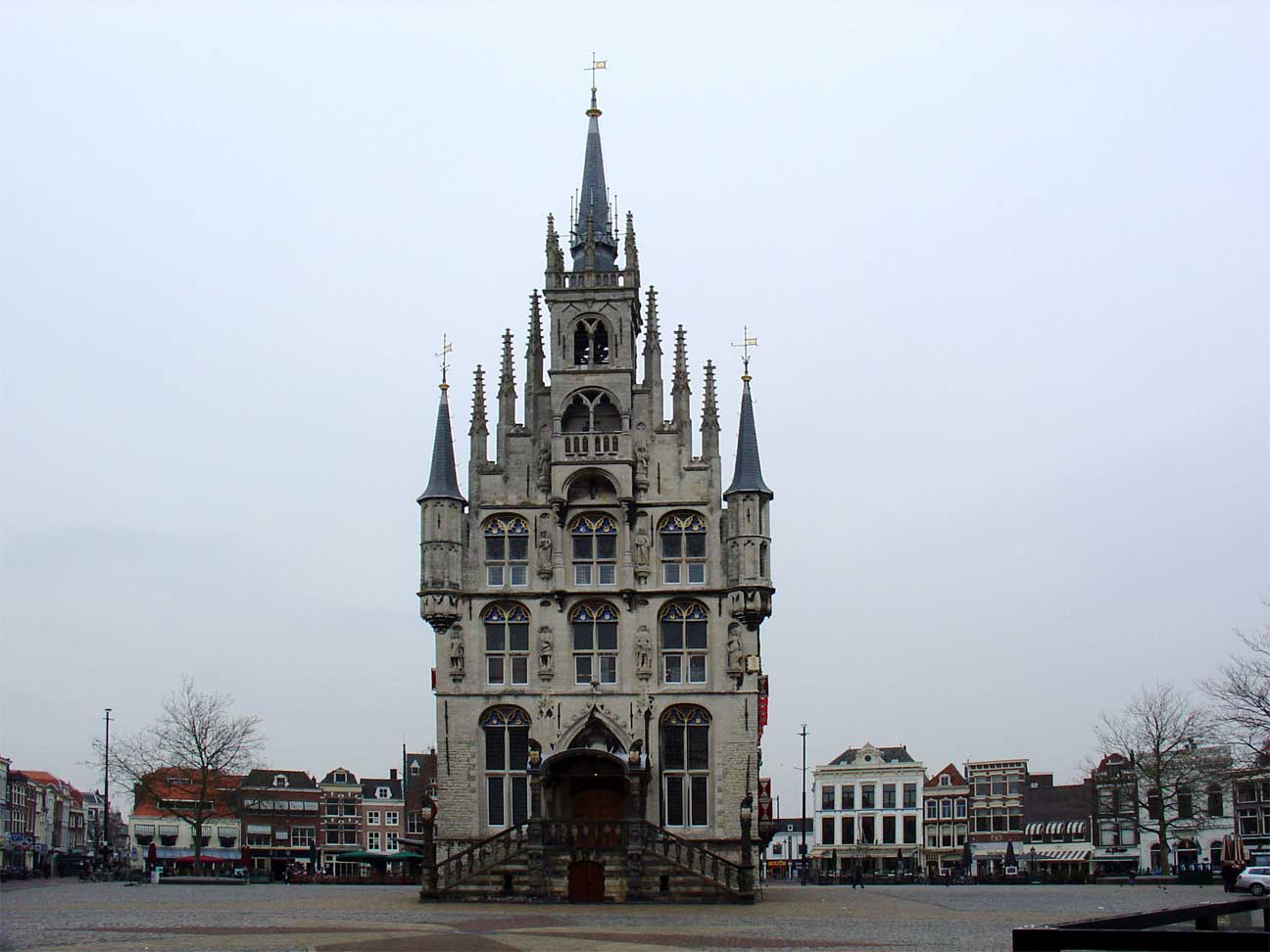
Het Stadhuis op de Markt.
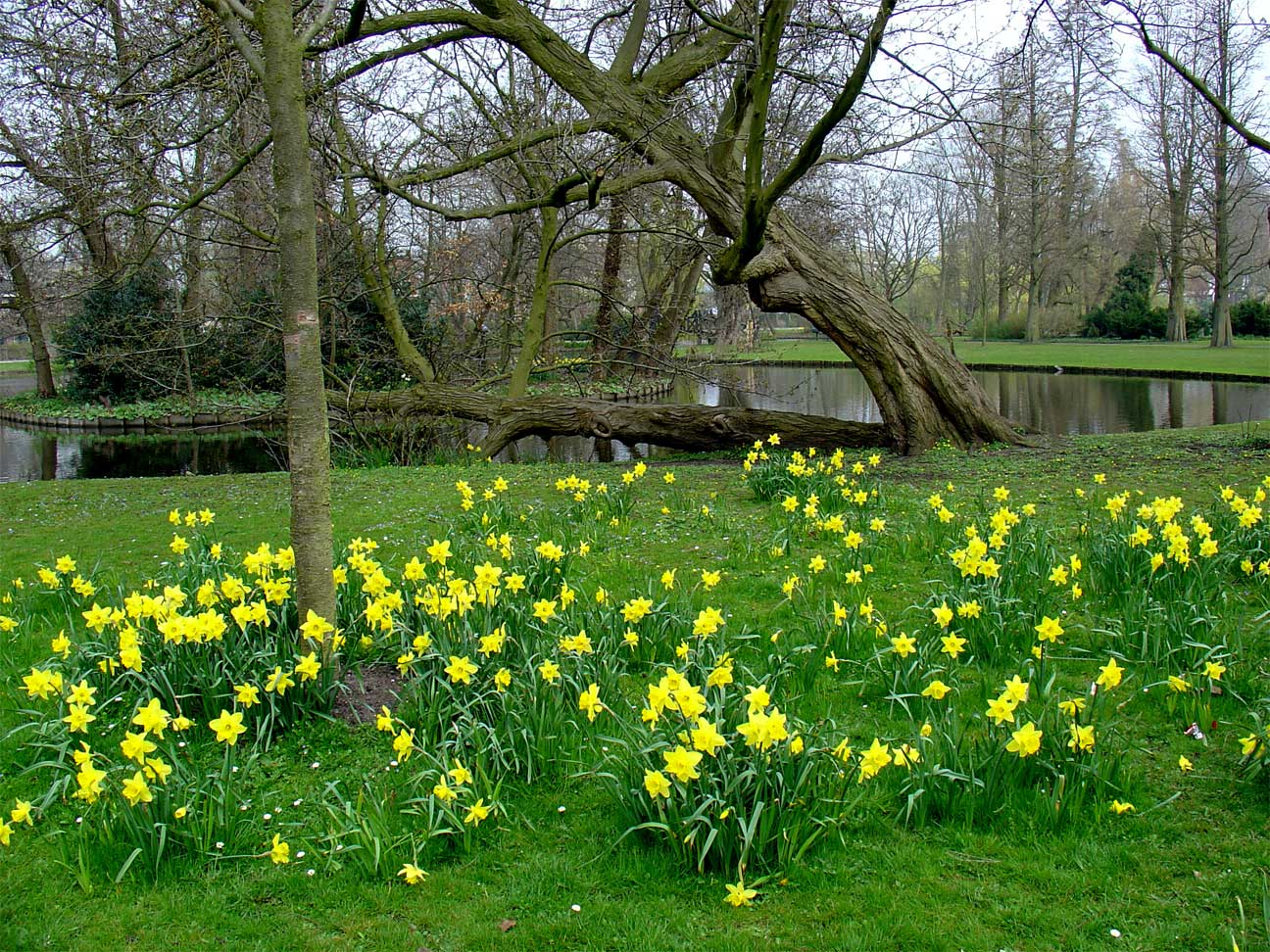
Het Van Bergen IJzendoornpark in Nieuwe Park.

Binnenstad (incl. Nieuwe Park) · Bloemendaal · Plaswijck · Noord (incl. Achterwillens) · Korte Akkeren · Kort Haarlem (incl. Josephbuurt, Oosterwei, Vreewijk en Voorwillens) · Goverwelle · Stolwijkersluis · Westergouwe (incl. Oostpolder in Schieland met Broek en Broekhuizen)